# Błagowest Stojanow
Błagowest Nikołow Stojanow (buł. Благовест Николов Стоянов, ur. 21 marca 1968 w Asenowgradzie) – bułgarski kajakarz, kanadyjkarz. Brązowy medalista olimpijski z Barcelony.
Zawody w 1992 były jego pierwszymi igrzyskami olimpijskimi, brał również udział w imprezie w Atlancie w 1996. W 1992 medal sięgnął w dwójce na dystansie 500 metrów, partnerował mu Martin Marinow. Był dwukrotnym brązowym medalistą mistrzostw świata. W 1997 był trzeci na mistrzostwach Europy w czwórce na dystansie 500 metrów.